# 師同鼎
師同鼎是1981年12月於陝西扶風縣黃堆鄉（2002年與原法門鎮、建和鄉、黃堆鄉改制合併為法門鎮）下務子村由農民王長成發現的銅器窖藏出土的兩件銅鼎之一，經年代斷定為西周中期，內有銘文54字，是少數先秦之前的長篇銘文青銅器。，現藏於陝西周原博物館。

## 發現
陝西扶風縣黃堆鄉（2002年與原法門鎮、建和鄉、黃堆鄉改制合併為法門鎮）下務茲村的一名農民在村子200公尺處附近發現了一個窖藏，窖藏口徑120厘米、深150厘米，農民馬上報告給陝西扶風縣文管所，陝西周原博物館隨即派人到現場勘查，經判斷為西周建築基址，出土兩件青銅鼎，分別是師同鼎和弦紋鼎，弦紋鼎出土時置於師同鼎內。

## 外觀
師同鼎通高35厘米、口徑34厘米、腹深20.5厘米、重10.5千克。鼎為立耳、平口、深腹、圜底、蹄足，是西周中期的標準器物型態，口沿下飾一周重環紋和凸弦紋，耳外側兩道凹弦紋。腹下三足有明顯的分模線，當中鑄陽紋雙三角形。

## 銘文
鼎的腹內壁有銘文7行54字，銘文紀錄周人征伐鬼方的事件。銘文為：

劍

大致意思是師同從征伐鬼方，斬殺並俘虜敵人，得到車、馬、羊等戰利品，將敵人的器皿等器物鑄造成祭祀用的鼎，以供子子孫孫永寶用。
銘文的前幾字迄今考古界未有合理的解釋，是此鼎的最大爭議，一說為「其井」，其井師同從，意思是「征伐鬼方，井師同從征」；一說為「畀其井」，意思是「分予之井」；另外針對第一個字有、𠭘等說法，岩手大學平泉文化研究中心教授劉海宇認為前四字應為「畀其井」，應讀為「型比其型」，理解為「效法遵從其典型」。
李学勤指出此銘文出現兩次「車」字，而車具有不一樣的寫法，可能具有不同的意思；有些字體結構詭異；因缺乏年月，和文例不合，懷疑此銘文可能是一系列鼎銘的銘文之一。復旦大學文物與博物館學系教授王輝認為師同鼎的銘文趨於完整，且周墓目前還沒有出現列鼎銘文內容是銜接的情形。李零亦認同彝銘是列鼎的情況是極為罕見的，並表示紀錄的戰況規模不大。
根據銘文出現的「師同」與其他西周青銅器永盂、同簋的銘文紀載，判斷師同鼎的時代應該在西周中期偏晚，師同為器主名，官職為師氏，職責是率師防守四夷，師同在永盂的銘文中以記載就職，但地位較低。李學勤推測師同經歷周懿王、周孝王和周夷王三個時代。